# 万里小路輔房
万里小路 輔房（までのこうじ すけふさ）は、戦国時代から安土桃山時代にかけての公卿。官位は正三位・権中納言。万里小路家12代当主。

## 経歴
天文11年（1542年）、内大臣・万里小路惟房の子として誕生。
永禄6年（1563年）7月6日、参議に叙官。
天正元年（1573年）、父・惟房が薨去して万里小路家を継ぐが、わずか2か月後に薨去した。

## 系譜
- 父：万里小路惟房（1513-1573）
- 母：畠山家俊の娘
- 妻：不詳
- 養子
  - 男子：万里小路充房（1562-1626） - 勧修寺晴秀の子